# Каньяр (провінція)
Каньяр (ісп. Cañar) — провінція у центральній частині Еквадору.

## Адміністративний поділ

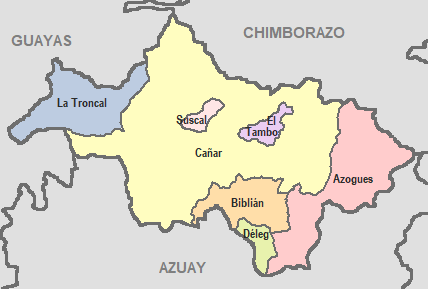
Кантони провінції Каньяр

Провінція поділяється на 7 кантонів:
| № | Прапор | Кантон                   | Населення, осіб (2010) | Адміністративний центр   |
| - | ------ | ------------------------ | ---------------------- | ------------------------ |
| 1 |        | Асогес (Azogues)         | 70 064                 | Асогес (Azogues)         |
| 2 |        | Бібліян (Biblián)        | 20 817                 | Бібліян (Biblián)        |
| 3 |        | Каньяр (Cañar)           | 59 323                 | Каньяр (Cañar)           |
| 4 |        | Делег (Déleg)            | 6 100                  | Делег (Déleg)            |
| 5 |        | Ель-Тамбо (El Tambo)     | 9 475                  | Ель-Тамбо (El Tambo)     |
| 6 |        | Ла-Тронкаль (La Troncal) | 54 389                 | Ла-Тронкаль (La Troncal) |
| 7 |        | Сускаль (Suscal)         | 5 016                  | Сускаль (Suscal)         |